# Julien Dufieux

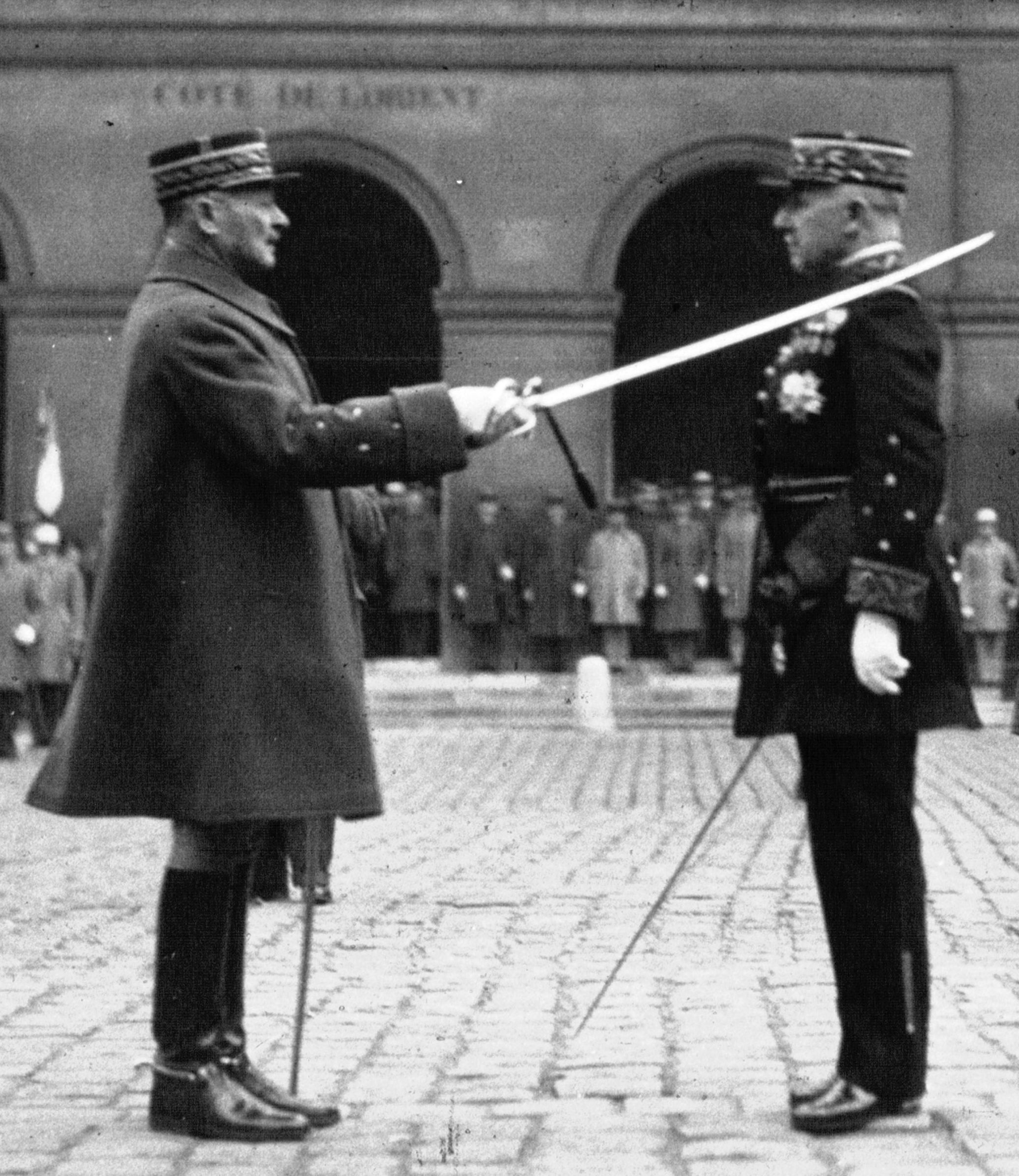
General Julien Dufieux (rechts) bei der Verleihung des Großkreuzes der Ehrenlegion durch General Maxime Weygand (26. Januar 1933)

Julien-Claude-Marie-Sosthène Dufieux (* 24. Mai 1873 in Mascara, Französisch-Algerien; † 10. April 1959 in Paris) war ein französischer Offizier und zuletzt General (Général d’Armée), der unter anderem zwischen 1924 und 1926 Kommandant der Kriegshochschule (École Supérieure de Guerre) war.

## Leben
Julien-Claude-Marie-Sosthène Dufieux absolvierte eine Offiziersausbildung an der Militärschule Saint-Cyr (École spéciale militaire de Saint-Cyr) und wurde nach deren Abschluss in das Heer (Armée de terre) der Streitkräfte (Forces armées françaises) übernommen. Er war Absolvent der Kriegshochschule (École Supérieure de Guerre) und wurde nach zahlreichen Verwendungen Hauptmann (Capitaine) im Generalstab und als solcher am 31. Dezember 1907 Ritter der Ehrenlegion. Während des Ersten Weltkrieges wurde er am 1. November 1914 zum Oberstleutnant (Lieutenant-colonel) befördert und übernahm 1915 den Posten als Chef des Stabes der 4. Armee (4e armée). Er wurde am 4. April 1916 zum Oberst (Colonel) befördert und für seine Verdienst durch Dekret vom 29. Dezember 1916 Offizier der Ehrenlegion ernannt. 1917 war er kurzzeitig Kommandeur der 88. Infanteriebrigade (88e Brigade d’infanterie) sowie zwischen dem 10. Juni und dem 12. November 1917 Kommandeur des 172. Infanterieregiments (172e Régiment d’infanterie). Im Anschluss wurde er am 12. November 1917 vorübergehend Kommandeur der Infanterieverbände der 77. Infanteriedivision (77e Division d’infanterie) und erhielt am 26. Juni 1918 seine Beförderung zum Brigadegeneral (Général de brigade). Als Nachfolger von Generalmajor Arthur de Salins übernahm er 16. Oktober 1918 den Posten als Kommandeur der 38. Infanteriedivision (38e Division d’infanterie) und verblieb in dieser Funktion bis zum 12. April 1919, woraufhin Generalmajor Jean Joseph Henri Boyer seine Nachfolge antrat.
Nach Kriegsende wurde Brigadegeneral Dufieux Kommandeur der in der Levante eingesetzten 156. Infanteriedivision (156e Division d’infanterie). Während der französischen Besetzung Kilikiens (Dezember 1918 bis Oktober 1921) war er als Nachfolger von Édouard Brémond von September 1920 bis zum 23. Dezember 1921 Gouverneur von Kilikien und wurde durch Dekret vom 4. Februar 1921 mit Wirkung zum 16. Juni 1920 Kommandeur der Ehrenlegion. Nachdem er zwischen dem 25. Februar 1922 und dem 12. Januar 1924 stellvertretender Kommandant war, übernahm er am 1. Dezember 1924 von Generalmajor Marie-Eugène Debeney den Posten als Kommandant der Kriegshochschule (École Supérieure de Guerre). Er verblieb dort bis zu seiner Ablösung durch Brigadegeneral Pierre Héring am 4. Februar 1926 und wurde in dieser Verwendung am 25. November 1925 auch noch zum Generalmajor (Général de division) befördert. Zum Ende des Rifkrieges (8. Juni 1921 bis 27. Mai 1927) wurde er am 4. Februar 1926 zunächst zur besonderen Verfügung des Oberkommandierenden der Truppen in Französisch-Marokko gestellt und wurde daraufhin 1926 erst Kommandeur der Truppen in Fès, ehe er zwischen 1927 und dem 22. Januar 1928 stellvertretender Leiter des Ausschusses für Grenzverteidigung war. Für seine Verdienste wurde er per Dekret vom 10. Juni 1926 zum Großoffizier der Ehrenlegion ernannt.
Am 22. Januar 1928 wurde Julien Dufieux bei gleichzeitiger Beförderung zum Generalleutnant (Général de corps d'armée) Kommandeur der 7. Militärregion (7e Région militaire) in Besançon und behielt diese Funktion bis zum 4. Januar 1931, woraufhin abermals Generalleutnant Pierre Héring ihn ablöste. Er wurde zugleich am 23. November 1930 Generalinspekteur der Infanterie und hatte diese Position bis zum 21. Mai 1938 inne. Nach seiner Beförderung zum General (Général d'armée) wurde er am 18. April 1931 Mitglied des Obersten Kriegsrates (Conseil supérieur de la Guerre) und gehörte diesem Gremium bis zum 21. Mai 1938 an, wobei er für seine Verdienste durch Dekret vom 29. Dezember 1932 auch das Großkreuz der Ehrenlegion verliehen bekam. Nachdem er am 21. Mai 1938 in den Ruhestand getreten war, wurde er am 2. September 1939 bei Ausbruch des Zweiten Weltkrieges in den aktiven Militärdienst zurückbeordert. Er war daraufhin zwischen dem 2. September 1939 und dem 15. Januar 1940 Generalinspekteur der rückwärtigen Gebiete, ehe er nach dem Waffenstillstand von Compiègne am 22. Juni 1940 am 1. Juli 1940 erneut in den Ruhestand trat. Er fungierte allerdings noch vom 24. September 1940 bis zum 10. November 1940 als Präsident des Sondermilitärgerichtshofes in Gannat, der vom Vichy-Regime mit der Verurteilung von Soldaten der von Charles de Gaulle gegründeten Forces françaises libres (FFL) beauftragt war. Dufieux ließ diese Funktion schnell ruhen und das Gericht bearbeitete nur etwa fünfzig Fälle, die meisten davon in Abwesenheit von Dufieux.